# Petrolero Maipo
El petrolero Maipo fue una nave enviada a construir por la Armada de Chile el año 1929 en los astilleros Armstrong, Withworth, Barrow in Furness, Lancaster, Inglaterra. Fue lanzado al agua en 1930. 
Fue buque insignia en algunas de las Expediciones Antárticas al Territorio Antártico Chileno. Transportó combustible dentro y fuera del país y se desempeñó como buque escuela de guardiamarinas.

## Características
Tenía 115,2 metros de eslora, 15,3 metros de manga y 7,3 metros de calado máximo. Su desplazamiento estándar era de 3.080 toneladas y 7.564 toneladas a plena carga. Era propulsado por dos máquinas de triple expansión que le proporcionaban 4.800 HP con los que alcanzaba una velocidad máxima de 15 nudos. 
Tenía 2 cañones de 4,7”, 4 de 57 mm y 2 ametralladoras antiaéreas de 13,2 mm. las que posteriormente fueron reemplazadas por 4 de 20 mm. Su dotación era de 54 hombres.

## Historia
Construido durante el año 1929 por los astilleros Armstrong, Withworth en Barrow in Furness en el condado de Lancaster, Irlanda, Inglaterra fue lanzado al agua en enero de 1930. Era gemelo del petrolero Rancagua. Ambas naves enviadas construir por la Armada de Chile ante la necesidad de contar con naves que abastecieran de petróleo a su Escuadra.

## Servicio en la Armada de Chile
Desde su llegada al país operó como unidad independiente realizando diversas tareas, tales como:
- En febrero de 1935 fue incorporado a la Escuadra participando en los ejercicios anuales.

- Entre 1936 y 1938 efectuó viajes al extranjero en busca de petróleo, especialmente a California y Talara, Perú, estos viajes fueron aprovechados para realizar cruceros de instrucción de guardiamarinas.

- En 1939 fue reincorporado a la Escuadra.

- En 1941 efectuó comisiones al extranjero en busca de petróleo a Talara y Aruba.

- En 1960 participó en la primera operación UNITAS con naves de los Estados Unidos y Perú.

- En mayo de 1960, a la raíz del terremoto que azotó la zona de Valdivia y Chiloé prestó ayuda a los damnificados de Castro, Chonchi, Queilén, Quellón, Achao, Quemchi y Puerto Montt.

- En mayo de 1964 fue dado de baja del servicio de la Armada porque su mantención resultaba anti económica.

- En 1966 fue enajenado con fecha 29 de septiembre.